# Каменный остров (Кубенское озеро)
Ка́менный (Спас-Ка́мень, Спас-Каменный) — небольшой островок в Кубенском озере размером 82 м с севера на юг и 160 м с запада на восток, однако размеры острова могут несколько колебаться в зависимости от уровня воды в Кубенском озере. Как отмечалось в Журнале Московской Патриархии: «Мал Каменный остров на озере Кубенском: на футбольном поле стандартного размера он спокойно поместится целиком». Административно относится к Устьянскому сельскому поселению Усть-Кубенского района Вологодской области.
Каменным остров назвали из-за очень твёрдой и жёсткой почвы, а также из-за разбросанных по его поверхности валунов, оставленных пропоровшим озёрное ложе ледником. Кроме того каменистые гряды расположены и под водой вблизи острова. Спасом он назван по имени Спасо-Преображенского храма (ныне разрушенного), главного храма монастыря.
В летний межень из понижения уровня воды в озере обнажается рукотворная песчаная коса, связывающая Каменный с соседним Банным островом в дельте реки Кубена.
Как отмечалось в «Российской газете»: «Спас-Каменный — труднейший по условиям жизни. Зимой, открытый всем ветрам и метелям, остров заметается снегом. Весной, в половодье, ледяные горы окружают его, отрезая на некоторое время от всего мира. В 1833 году льдом вытеснило из воды и забросило на крышу келий камень весом более 50 пудов. Немалых трудов стоило обитателям острова вернуть его на место. В 1869 году вода поднялась так высоко, что затопила нижний этаж храма. Потому и возводились здесь издревле монастырские стены в полтора метра толщиной — чтобы не смяло всмятку».
Летом на остров можно добраться на катере, организованы частные перевозки туристов, паломников. Зимой транспортировка осуществляется на снегоходах, туры организованы частными компаниями. Устойчивого сообщения с островом нет.

## История

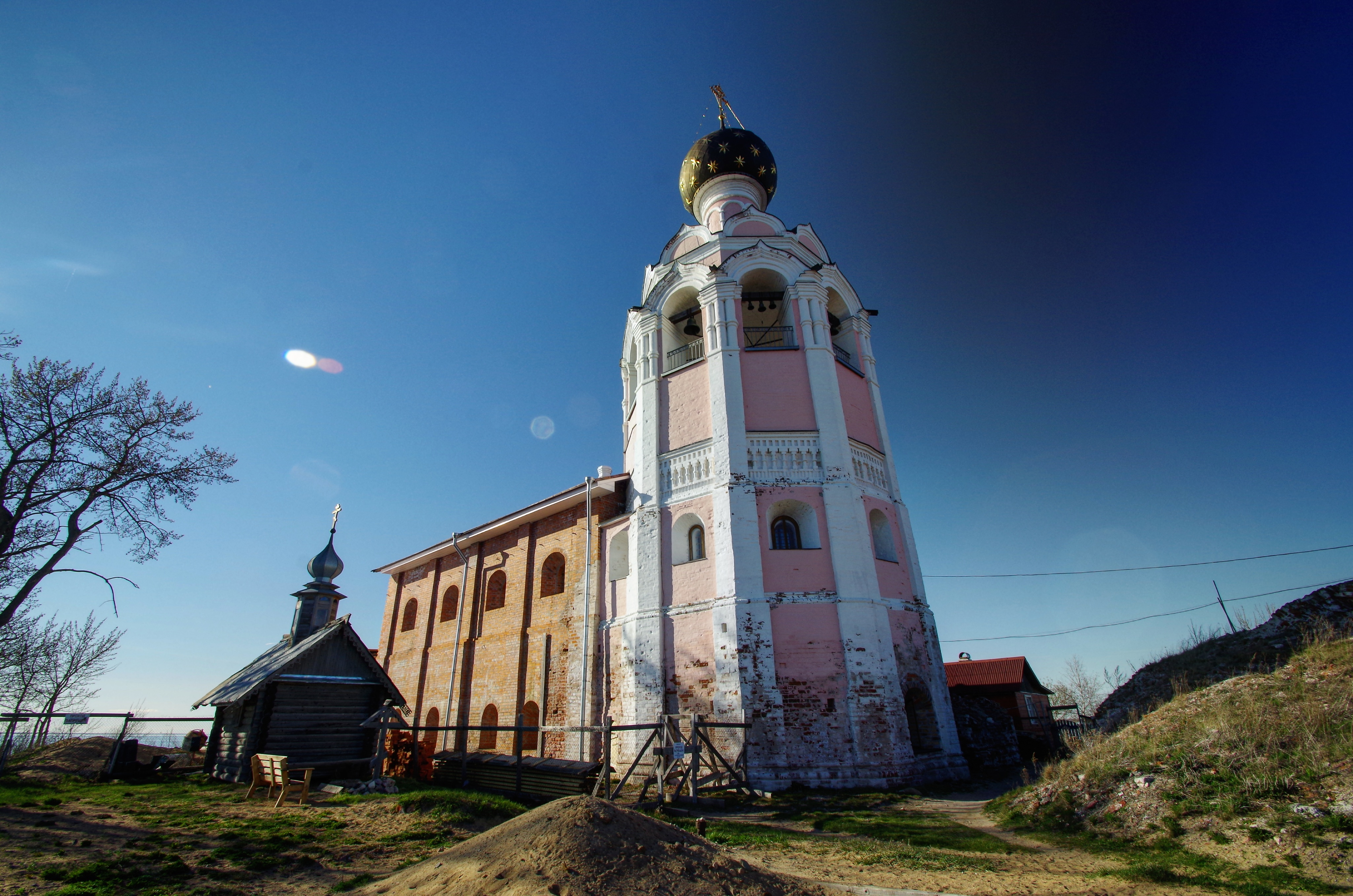
Церковь Иконы Божией Матери Утоли Моя Печали в Спасо-Каменном монастыре. 2016 год

История острова тесно переплетена с историей Спасо-Каменного монастыря, основанного на этом острове в XIII веке. В XV веке Спасо-Каменный монастырь — крупный религиозно-культурный центр, где подвизались Дионисий Глушицкий, Александр Куштский, Иоасаф Каменский (сын местного князя Дмитрия Заозерского). В 1774 году монастырь был упразднён Екатериной II, но в 1801 году, по повелению императора Павла I, обитель была восстановлена под именем Белавинской Спасо-Преображенской пустыни. В 1892 году по указу Святейшего Синода монастырю было возвращено его наименование Спасо-Каменного.
В 1876 году на острове с разрешения епархиального начальства Императорским российским обществом спасения на водах была открыта первая и единственная в губернии спасательная станция. На крыше настоятельского корпуса установили маяк, а из Петербурга на Спас-Каменный привезли пятитонный колокол, отлитый из гильз, оставшихся после войны 1812 года. С помощью колокола подавали сигнал во время туманов и метелей. В 1915 году установленный маяк на крыше братской кельи был разрушен огромными льдинами с озера.
В 1925 году монастырь был закрыт советской властью. Монахов прогнали, а в жилых помещениях попытались устроить колонию для малолетних преступников, которые разбежались по осени. Кроме того, осенний пожар повредил многие здания. В 1931 года на острове был оборудован пост гидрологических наблюдений. В 1937 году ради кирпича, который хотели использовать для строительства местного Дома культуры, был взорван Спасо-Преображенский собор. Полученный кирпич так и не удалось использовать для строительства. В результате из монастырских построек на острове сохранилась лишь уникальная Успенская церковь-колокольня XVI века. В войну на острове был организован пункт по приёму и переработке рыбы. До 1971 года здесь жил штатный сторож районного управления культуры. Когда должность эту сократили, остров стал пристанищем местных рыбаков и охотников. В 1976 году на острове была открыта первая в своём роде и единственная во всей губернии спасательная станция. Она состояла из 2 маяков и предохранительного поста.
C 1991 года силами энтузиастов во главе с Александром Пилигиным начались работы по восстановлению построек Спасо-Каменного монастыря. Самоотверженная деятельность Плигина привлекла к острову и монастырю внимание общественности. В 2013 году с «большой земли» на остров проложили электрический кабель. 6 октября 2017 года Священный синод Русской православной церкви постановил открыть Спасо-Каменный Преображенский мужской монастырь.